# Wanda Kamieniecka-Grycko
Wanda Kamieniecka-Grycko, ps „Czarna Wanda” (ur. 5 września 1910 w Warszawie, zm. 18 kwietnia 1999 w Riverside) – harcmistrzyni, w latach 1942–1944 komendantka Warszawskiej Chorągwi Harcerek, od 1952 do 1956 przewodnicząca Zarządu Okręgu ZHP Stany Zjednoczone.
Z wykształcenia archeolog. Przed wojną (od 1932 do 1939) prowadziła 26 WDH im. Emilii Szczanieckiej przy Szkole Powszechnej nr 89 na Pradze. W pierwszych dniach września 1939 wraz z mężem Stanisławem została ewakuowana do Lwowa, skąd udało jej się powrócić do Warszawy dopiero jesienią 1941. Rok później powierzono jej kierowanie Warszawską Chorągwią Harcerek. Podczas powstania warszawskiego utworzyła żeńską drużynę Wojskowej Służby Społecznej. Po upadku powstania trafiła do obozu przejściowego dla ludności cywilnej w Pruszkowie, a następnie do Krakowa i Poronina, gdzie od grudnia 1944 do września 1945 prowadziła dom dziecka. Pod koniec 1945 nielegalnie wydostała się z Polski, aby dołączyć do męża przebywającego w Anglii. We wrześniu 1947, po otrzymaniu wizy amerykańskiej, osiadła w Stanach Zjednoczonych. Na początku lat 50. nawiązała kontakt z Girl Scouts of America, gdzie przez 25 kolejnych lat pracowała zawodowo, angażując się jednocześnie w rozwijanie harcerskiej Polonii.
Jej mężem był Stanisław Grycko, inżynier. W 1994 Konsul Generalny RP w Stanach Zjednoczonych odznaczył ją i jej męża Krzyżem Komandorskim Orderu Odrodzenia Polski.